# Els Sobals
Els Sobals és una masia de Pontons (Alt Penedès) inclosa a l'Inventari del Patrimoni Arquitectònic de Catalunya.
És una masia fortificada de planta quadrada i coberta a dos vessants. Està situada a la part alta del terme, sota la serra d'Ancosa, al mateix camí que condueix al Mas de Pontons. Consta de planta baixa, pis i golfes. El portal és adovellat. A l'interior hi ha arcs diafragmàtics. A la part exterior hi ha contraforts, i carreus regulars i més grans que els dels murs als angles. Les finestres de la planta baixa corresponen a una reforma recent.
L'origen d'aquesta construcció és medieval. Al segle xiv portava el nom de Mas d'Ansobaldo.